# 荊棘：群山之王
《荊棘：群山之王》是一款于2023年由Dimfrost Studio开发及Merge Games发行的动作冒险电子游戏。玩家操控一个小男孩并试图从神话生物手中解救被绑架的姐姐。

## 游戏玩法
一个名叫奧列的孩子发现他的姐姐失踪了，于是出发寻找她。《荊棘：群山之王》是一款基于北欧神话以及结合恐怖元素的第三人称视角冒险游戏。奧列必须穿越童话故事中常见的场景。该游戏通常是线性的，玩家需要继续前进并解决谜题或在平台游戏中跳跃。游戏中偶尔会有一些动作场景，玩家必须与可怕的怪物进行头目战。

## 开发
开发商Dimfrost位于瑞典。Dimfrost最初的想法与维京人有关，但他们认为这个主题已经过度使用，因此选择专注在瑞典神话。游戏剧情取材自给孩子的警示寓言，而怪物设计灵感来自约翰·鲍尔。游戏除了具有恐怖的氛围外，还具有美丽的元素和奧列作为角色的成长。Merge Games于2023年4月27日发行Windows、Xbox Series X/S、PlayStation 5和任天堂Switch的游戏。

## 评价
《荊棘：群山之王》在Metacritic上获得普遍好评。虽然PC Gamer高度赞扬游戏氛围，并称其具有成为“即时经典”的潜力，但他们批评他们“过时的谜题设计”破坏了游戏体验。Shacknews称其“既华丽又恐怖”，并向恐怖游戏的粉丝推荐。任天堂Life评论由于性能问题而建议不要使用Switch版本，但他们报道称即将发布的补丁有望解决此问题。同时，他们建议在性能更强的系统上玩游戏。GamesRadar表示，游戏中有足够的突發驚嚇和血腥画面来满足恐怖游戏迷的需求，但也有“很多奇迹等待发现”。